# Unser gemeinsamer Freund

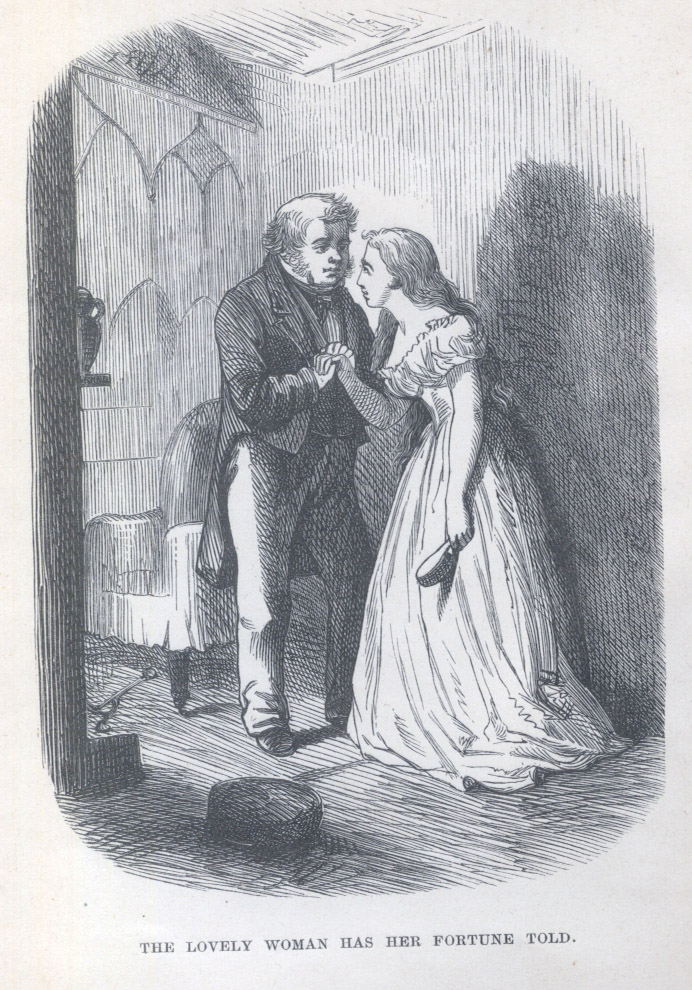
Radierung aus der Tauchnitz-Edition von 1864 zu Our Mutual Friend von Marcus Stone: The Lovely woman has her fortune told

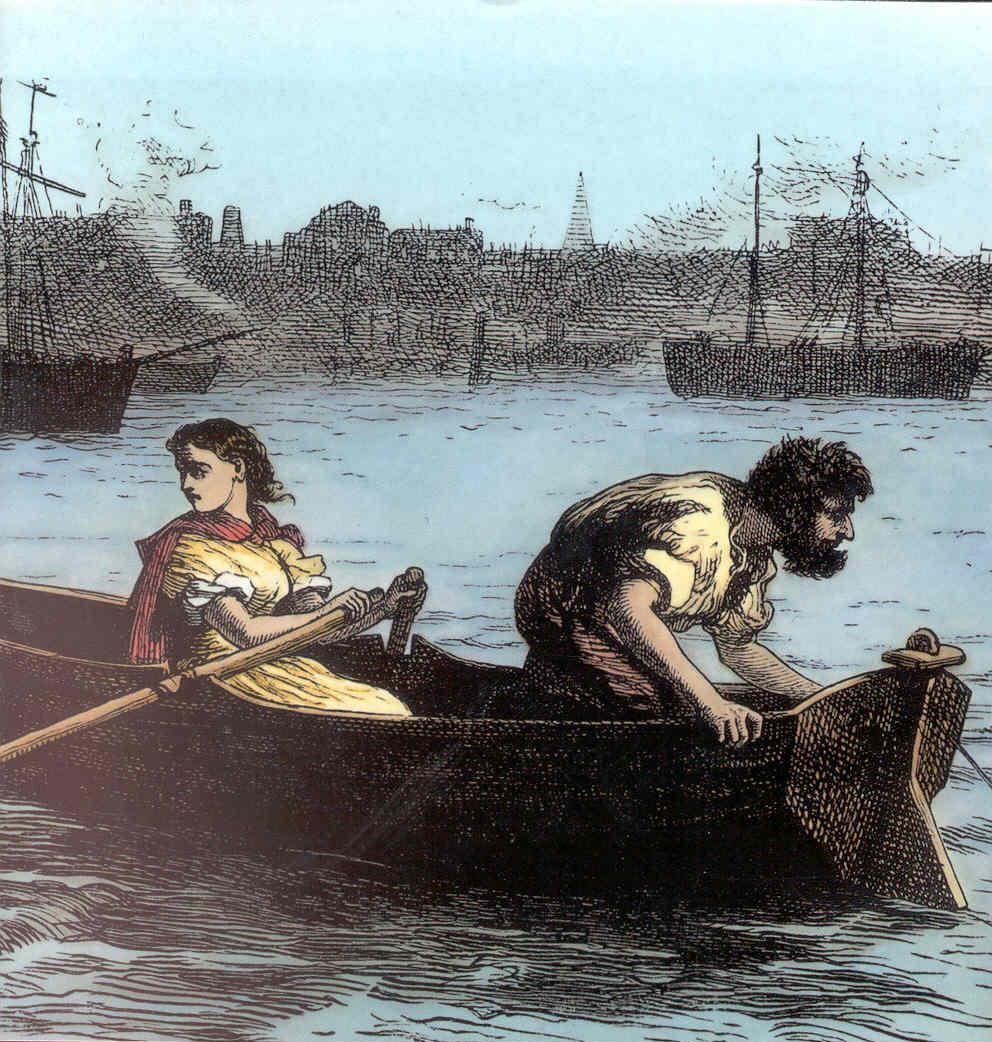
Colorierte Radierung aus der Tauchnitz-Edition von 1864 zu Our Mutual Friend von Marcus Stone: The Gaffer and Lizzie

Unser Gemeinsamer Freund, Originaltitel: Our Mutual Friend, (entstanden 1864–65) ist Charles Dickens letzter vollendeter Roman. Er ist um einen Mittelpunkt angelegt, den die Figur Bella Wilfer den Worten J. Hillis Millers nach als „money, money, money and what money can make of life“ bezeichnet. Geld bildet in diesem Roman den sozialen Kitt der Gesellschaft und ist das Ziel fast aller Figuren. Dies trifft auch auf die im Titel genannte Hauptfigur, den gemeinsamen Freund John Harmon, zu. Er kam nach London, um die Möglichkeiten einer ihm zustehenden Erbschaft zu erkundschaften. Gegen Ende der Handlung heiratet er Bella Wilfer, die zunächst das Streben nach Geld bis zur Geldheirat als Lebensmotiv angab.

## Handlung
Die Handlung des Romans hat eine Vorgeschichte, die sich erst aus der eigentlichen Erzählung rekonstruieren lässt: Ein geiziger Misanthrop hat mit Abfallhandel ein Vermögen gemacht. Als er stirbt, legt er testamentarisch fest, dass sein Vermögen an seinen Sohn John Harmon geht, der zum Antritt der Erbschaft aus dem Ausland nach Großbritannien reisen muss. Allerdings ist im Testament eine Bedingung für die Erbschaft aufgeführt: John Harmon muss Bella Wilfer heiraten, die er nie zuvor gesehen hat. Bis zum Erbantritt wird das Vermögen von dem treuherzigen und den Harmons ergebenen Mr. Boffin verwaltet. Als John Harmon nach London kommt, entgeht er nur knapp einem Mordanschlag und wird, dem Tode nahe, in die Themse geworfen.
Die Erzählung beginnt auf der Themse, wo Leichenfledderer einen toten Körper aus dem Wasser ziehen, der – irrtümlich, wie sich später herausstellt – als die Leiche John Harmons identifiziert wird. Kurz darauf lässt sich John Harmon unter dem falschen Namen John Rokesmith als Sekretär von den Boffins anstellen, die nach dem Willen des verstorbenen Harmon den Nachlass verwalten. Die Boffins nehmen auch die im Testament als zukünftige Braut John Harmons erwähnte Bella Wilfer zu sich auf. Außerdem stellt Boffin den Balladenverkäufer Silas Wegg als Vorleser an, da Boffin selbst Analphabet ist. John Harmon alias Rokesmith verliebt sich tatsächlich in Bella Wilfer, die ihn jedoch ablehnt, da sie reich heiraten möchte und all ihr Sehnen und ihre Wünsche diesem Ziel unterordnet.
Rokesmith offenbart sich den Boffins als der totgeglaubte John Harmon. Um Bella Wilfer die Konsequenzen der Konzentration auf Geld vorzuführen, verabreden Harmon und die Boffins ein abgesprochenes Schauspiel: Boffin mimt die Verwandlung von der gutmütigen Person, die er ist, zu einem misstrauischen und herrischen Geizkragen, der sein Denken und Handeln durch Geld bestimmen lässt. Dabei beginnt er, seinen Sekretär Rokesmith schlecht und von oben herab zu behandeln, was diesem die Sympathie Bella Wilfers einbringt. Sie werden des boffinschen Haushaltes verwiesen und heiraten. Allerdings will Rokesmith seine Frau Bella darauf prüfen, ob sie dem Reichtum widerstehen kann, und offenbart ihr erst Jahre später seine wahre Identität, die des John Harmon, worauf sie in ein luxuriöses Haus ziehen.

## Perspektive
Aus Sicht der Leser wird erst zur Mitte des Buches die Identität von John Rokesmith und John Harmon sowie einem zu Beginn des Buches auftretenden Fremden deutlich, als Harmon sich seiner Ankunft in London und des Mordanschlags erinnert. Auch die Veränderung Boffins zum Geizhals wird erst gegen Ende der Handlung offenbart. Sein böses Schauspiel diente allein dem Zweck, Bella Wilfer die Konsequenzen des Geldstrebens zu zeigen und sie auf ihre Motive und Zuneigungen zu testen. Beide verdeckten Operationen, der falsche Name Harmons und Boffins Schauspiel, sind, wie viele andere Handlungen und Motive, an Geld geknüpft. Da John Harmon und Bella Wilfer heiraten und schließlich die Erbschaft antreten, bildet das ererbte Vermögen nicht nur die Voraussetzung, sondern auch das leitende Motiv und den Schluss der Handlung.

## Ausgaben

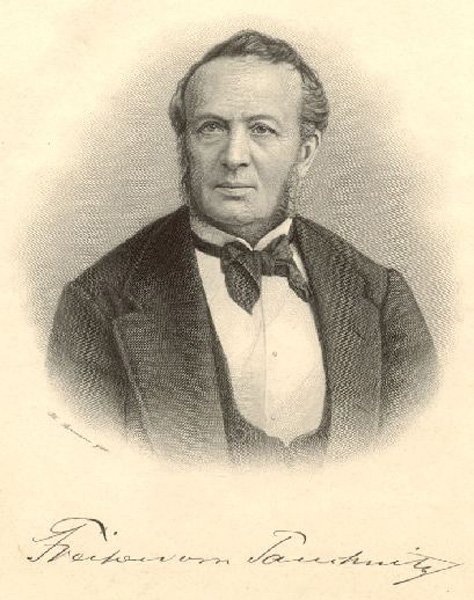
Christian Bernhard Tauchnitz

- Our Mutual Friend. Chapman and Hall, London Mai 1864-November 1865. 629 S.[1]
- Our Mutual Friend. 2 Bde. Chapman and Hall, London, Februar und November 1865. 629 S.[2]
- Our Mutual Friend. Copyright Edition for Continental Circulation. 4 Bde. Collection of British Authors, Bde. 730, 760, 780, 800. Bernhard Tauchnitz, Leipzig 1864/5. 1252 S.[3]
- Our Mutual Friend. Harper’s New Monthly Magazine, Juni 1864-Dezember 1865.[4]
- Our Mutual Friend. Cheap Edition. Chapman and Hall, London 1868, 514 S.[5]
- Our Mutual Friend. Library Edition. 2 Bde. Chapman and Hall, London 1869. 853 S.[6]
- Our Mutual Friend. (Dickens Edition) Chapman and Hall, London 1868. 525 S.[7]

## Verfilmungen
Unser gemeinsamer Freund wurde mehrfach verfilmt:
- als britische Fernsehserie Our Mutual Friend aus dem Jahr 1958 mit Paul Daneman und Zena Walker;
- als 7-teilige britische Fernsehminiserie Unser gemeinsamer Freund – Der Tote aus der Themse aus dem Jahre 1976 mit Jane Seymour und Leo McKern unter der Regie von Peter Hammond und
- als 6-teilige britische Fernsehminiserie Our Mutual Friend aus dem Jahr 1998 mit Anna Friel und Paul McGann unter der Regie von Julian Farino.